# Sound City (film)
A Sound City egy 2013-ban bemutatott színes amerikai dokumentumfilm, a Los Angelesben (Van Nuys) elhelyezkedő Sound City stúdió történetéről. A filmet Dave Grohl rendezte. A film Dave Grohl debütáló filmje filmrendezőként.

## Ismertető
A film két részre osztható, az első rész a stúdióval és annak múltjával foglalkozik, rengeteg riporttal mutatva be azt, a második részben pedig a nagy túlélő, a Sound City gerincét adó Neve 8028 keverőpult Grohl tulajdonába kerül, aki újra zenélésre hívja azokat, akiknek a karrierjében nagy szerepe volt a Sound City stúdiónak. Itt vettek fel lemezt többek között: Bad Religion, Foo Fighters, Johnny Cash, Metallica, Neil Young, Nirvana, Red Hot Chili Peppers, Rick Springfield, Santana, Slayer, Slipknot, Tom Petty.
A stáblista után egy rövid, hangtalan videó látható egy zenekar felállásáról. Ekkor a kép "megfagy" egy személyre nézve és a következő felirat jelenik meg: "Brian Hauge emlékére (1970–2012)."

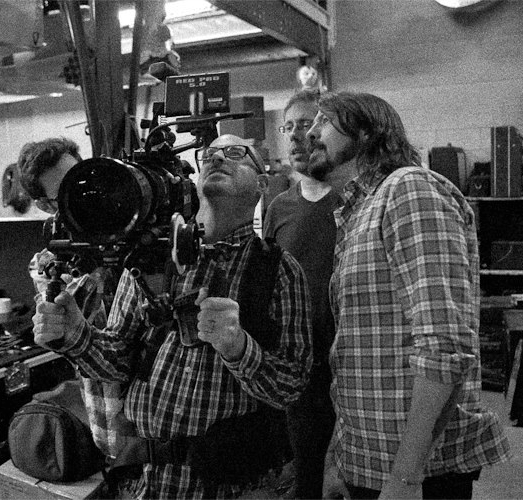
Kenny Stoff (balra) és Dave Grohl (jobbra) a film felvétele közben

## Szereplők
A dokumentumfilm több interjút tartalmaz azokkal a személyekkel, akik valamilyen módon is kapcsolódnak a stúdióhoz:
- Vinny Appice
- Frank Black
- Lindsey Buckingham
- Johnny Cash (archív)
- Kurt Cobain (archív)
- Kevin Cronin
- Rivers Cuomo
- Warren DeMartini
- Mick Fleetwood
- John Fogerty
- Neil Giraldo
- Josh Homme
- Alain Johannes
- Jim Keltner
- Barry Manilow
- Paul McCartney
- Rupert Neve
- Stevie Nicks
- Rick Nielsen
- Krist Novoselic
- Stephen Pearcy
- Tom Petty
- Trent Reznor
- Ross Robinson
- Rick Rubin
- Jim Scott
- Pat Smear
- Rick Springfield
- Corey Taylor
- Benmont Tench
- Lars Ulrich
- Butch Vig
- Lee Ving
- Brad Wilk
- Neil Young

A Dio, Black Sabbath, Heaven & Hell, Pixies, Fleetwood Mac, Nirvana, REO Speedwagon, Weezer, Ratt, Creedence Clearwater Revival, Queens of the Stone Age, Them Crooked Vultures, The Beatles, Cheap Trick, Tom Petty and the Heartbreakers, Nine Inch Nails, Slipknot, Stone Sour, Metallica, Black Rebel Motorcycle Club, Fear, Foo Fighters és a Rage Against the Machine zenekarok jelenlegi vagy korábbi tagjai is szerepelnek a filmben.

## Filmzene
A Sound City: Real to Reel a dokumentumfilm hivatalos filmzenéje, ami 2013. március 12-én jelent meg. A Cut Me Some Slack, From Can to Can't, You Can't Fix This és Mantra című dalok egyenként elérhetőek lettek a Sound City hivatalos YouTube csatornáján 2012. december 14-én, 2013. január 15-én, 2013. február 15-én és 2013. március 8-án. Dave Grohl megalapította a Sound City Players névre hallgató supergroupot olyan zenészekkel, akik a filmben is szerepelnek.
A filmzene két Grammy-díjat is kapott: Best Compilation Soundtrack for Visual Media és Best Rock Song (Cut Me Some Slack).

### Az album dalai
| 1.    | Heaven and All         | Robert Levon Been, Dave Grohl, Peter Hayes               | 5:27 |
| 2.    | Time Slowing Down      | Chris Goss, Tim Commerford, Grohl, Brad Wilk             | 5:58 |
| 3.    | You Can't Fix This     | Stevie Nicks, Grohl, Taylor Hawkins, Rami Jaffee         | 5:56 |
| 4.    | The Man That Never Was | Rick Springfield, Grohl, Hawkins, Nate Mendel, Pat Smear | 3:24 |
| 5.    | Your Wife Is Calling   | Lee Ving, Grohl, Hawkins, Alain Johannes, Smear          | 3:20 |
| 6.    | From Can to Can't      | Corey Taylor, Grohl, Rick Nielsen, Scott Reeder          | 4:50 |
| 7.    | Centipede              | Josh Homme, Goss, Grohl, Johannes                        | 5:10 |
| 8.    | A Trick With No Sleeve | Johannes, Grohl, Homme                                   | 4:55 |
| 9.    | Cut Me Some Slack      | Paul McCartney, Grohl, Krist Novoselic, Smear            | 4:38 |
| 10.   | If I Were Me           | Grohl, Jessy Greene, Jaffee, Jim Keltner                 | 4:10 |
| 11.   | Mantra                 | Grohl, Homme, Trent Reznor                               | 7:43 |
| 55:31 |                        |                                                          |      |

### Közreműködők
| - Robert Levon Been - Tim Commerford - Chris Goss - Jessy Greene - Dave Grohl - Taylor Hawkins - Peter Hayes - Josh Homme - Rami Jaffee - Alain Johannes - Jim Keltner - Paul McCartney - Nate Mendel - Stevie Nicks - Rick Nielsen - Krist Novoselic - Scott Reeder - Trent Reznor - Chris Shiflett - Pat Smear - Rick Springfield - Corey Taylor - Lee Ving - Brad Wilk | - Butch Vig – producer - Sami Ansari – fényképészet - Matt Bissonette – zeneszerző - James Brown – hangmérnök, mixelés - Joe LaPorta – mastering - Emily Lazar – mastering - Chris Lord-Alge – mixelés - John Lousteau – hangmérnök - Jim Scott – hangmérnök - Derek Silverman – mérnöki támogatás |

## Külső hivatkozások
- Hivatalos weboldal
- Sound City az Internet Movie Database oldalon (angolul)
- Hivatalos csatorna a YouTube-on
- Hivatalos weboldal a Facebook-on
- Hivatalos weboldal a Twitter-en

## Fordítás
- Ez a szócikk részben vagy egészben  a   Sound City (film) című angol Wikipédia-szócikk fordításán alapul.  Az eredeti cikk szerkesztőit annak laptörténete sorolja fel. Ez a jelzés csupán a megfogalmazás eredetét és a szerzői jogokat jelzi, nem szolgál a cikkben szereplő információk forrásmegjelöléseként.